# Mixi
mixi，是日本2004年上線的社群網站，由mixi株式會社（mixi, Inc.）營運。

## 概要
mixi創辦人笠原健治就讀東京大學時架起求職網站「Find Job!」並成立公司。2004年設立社群網站「mixi」，名稱以「mix（交流）」與「i（人）」組合而成，希望加深同好之間交流；允許用戶採化名跟卡通頭像，非實名制重視隱私、個人化掀起熱潮，如上市公司經營者、演藝人員、作家、政治人物等紛紛利用註冊宣傳。此外，擴展海外市場，在中國大陸、美國開設子公司，尤其大陸「蜜秀網」上線。
但隨著實名制的Facebook成功打進日本，截至2013年2月mixi用戶數已落居Facebook及Twitter之後，同年6月25日笠原下台、徒留會長名份、不負經營責任，方針也重新調整。
在Facebook與Twitter雙重夾擊、面臨倒閉的窘境下，mixi開發出手機遊戲《怪物彈珠》放手一搏，受歡迎程度遠超想像，推出後沒多久就是日本手遊前3名常客，目前則穩居日本手遊龍頭。靠一遊戲拯救瀕死公司的情節，與史克威爾非常相似。

## 沿革
1997年
- 11月，求職網站「Find Job!」上線營運。

1999年
- 6月3日，「有限会社eMercury」（eMercury, Inc.）設立。

2000年
- 10月25日，公司法人改組為株式会社。

2004年
- 2月，社群網站「mixi」開始營運。

2006年
- 2月1日，商号變更為「株式会社mixi」。
- 9月14日，東京證交所Mothers上市。

2008年
- 1月30日，持股合資成立「上海蜜秀網絡科技有限公司」（Shanghai Mixiu Network Technology Co., Ltd.）。
- 2月20日，宣佈進軍中國大陸、預定成立「上海明迅網絡科技有限公司」。[4]
- 5月7日，子公司「上海明希網絡科技有限公司」（mixi Shanghai, Inc.）設立。
- 10月21日，「蜜秀網」正式開通。[5]

2011年
- 4月，「Find Job!」由子公司「株式会社mixi recruitment」（mixi recruitment, Inc.）營運。
- 11月22日，在美國舊金山成立子公司「mixi America, Inc.」。[6]

2013年
- 8月，財報宣告清算上海公司[7]，在此之前「蜜秀網」已關站。

## 網站被封鎖
依據GreatFire測試，該社群網站（mixi.jp）在中國大陸被當局的防火长城封鎖，即當地網民無法正常訪問該網站，2018年12月或更早起被封鎖至今。但該社群網站所屬公司網站（mixi.co.jp）尚屬正常。

## 外部連結
- 官方网站  （日語）
- mixi公司官網 （页面存档备份，存于） （日語）